# Maria Konarowska
Maria Konarowska (ur. 29 listopada 1980 w Warszawie) – polska aktorka telewizyjna.

## Młodość
Jest prawnuczką pisarza Jana Parandowskiego, wnuczką aktora Andrzeja Szczepkowskiego, córką aktorów Joanny Szczepkowskiej i Mirosława Konarowskiego, starszą siostrą aktorki Hanny Konarowskiej.
Ukończyła Szkołę Wyższą Psychologii Społecznej.

## Kariera aktorska
Debiutowała na małym ekranie w 2004, grając Ulę w serialu Na Wspólnej. Największą rozpoznawalność przyniosło jej granie Blanki Kowalczyk, głównej bohaterki serialu Kopciuszek (2006–2007). Następnie zagrała Berenikę Gajewską, żonę Artura Kulczyckiego (Łukasz Płoszajski) w serialu Pierwsza miłość (2010–2012).

## Pozostałe przedsięwzięcia
Współprowadzi program TV4 Galileo.
Była finalistką pierwszej edycji programu TVN Azja Express (2016), w którym uczestniczyła z Agnieszką Włodarczyk.

## Życie prywatne
Ma córkę, Gaję (ur. 2019).

## Filmografia
- 2004: Na Wspólnej jako Urszula
- 2004: Bulionerzy jako hostessa
- 2005–2009: Plebania jako Julia Malinowska, koleżanka Karoliny
- 2006–2007: Kopciuszek jako Blanka Kowalczyk
- 2007: Pitbull jako dziewczyna Fogiela
- 2008: Hotel pod żyrafą i nosorożcem jako recepcjonistka w przychodni weterynaryjnej
- 2010–2012: Pierwsza miłość jako Berenika Gajewska-Kulczycka, była żona Artura
- 2011: Komisarz Alex jako Ela Chowaniec, żona Huberta (odc. 6)
- 2012: Piąty Stadion jako Zosia
- 2013: Prawo Agaty jako Magda Kołacz (odc. 35)
- 2015: Ojciec Mateusz jako Danusia (odc. 165)

## Programy telewizyjne
- 2016: Azja Express (1. edycja) – uczestniczka